# Cydrela unguiculata
Espèce
Synonymes
- Cydippe unguiculata O. Pickard-Cambridge, 1871

Cydrela unguiculata est une espèce d'araignées aranéomorphes de la famille des Zodariidae.

## Distribution
Cette espèce est endémique du KwaZulu-Natal en Afrique du Sud,.

## Description
Le mâle holotype mesure 10,1 mm.

## Publication originale
- O. Pickard-Cambridge, 1871 : On some new genera and species of Araneida. Proceedings of the Zoological Society of London, vol. 1870, p. 728-747 (texte intégral).